# Tribunal sem rosto
Um tribunal sem rosto, ou também chamado de Justiça sem rosto ou juízes sem rosto, é um tribunal de justiça especial, criado dentro do sistema de determinadas jurisdições, encarregado do processo e julgamento de crimes geralmente ligados ao narcotráfico, terrorismo e crime organizado. São usados dentro dos sistemas jurídicos de Estados que não podem garantir a segurança e a integridade física dos funcionários do aparato judicial. São tribunais onde os juízes são anônimos, ou seja, sua identidade não é conhecida.
Este tipo especial de tribunal foi criado na Itália, onde foram implementados para julgamentos contra as máfias locais. Também foram utilizados na Colômbia na década de 1990 para julgar os chefes das organizações de narcotráfico e durante o governo de Alberto Fujimori no Peru, para os julgamentos contra o terrorismo das organizações Sendero Luminoso e Movimento Revolucionário Túpac Amaru (MRTA). No Brasil, foi aprovado pelo Tribunal de Justiça do Rio de Janeiro em 2019, juntando-se aos estados do Pará, Mato Grosso, Bahia, Roraima, Santa Catarina e Alagoas em sua aplicação contra crimes de tráfico de drogas e contra as milícias.